# Refractor Engine
Refractor Engine è un motore grafico sviluppato da  Refraction Games e usato la prima volta nel videogioco del 1999 Codename Eagle. Dopo che Refraction games fu acquisito da DICE, il motore grafico venne utilizzato nello sparatutto in prima persona Battlefield 1942, il primo di una lunga serie di videogiochi. Successivamente il motore venne riprogettato e rinominato Refractor Engine 2.0, che venne usato la prima volta nel 2005 in Battlefield 2.

## Giochi che utilizzano il motore[4][5]

### Versione 1.0
- Codename Eagle nel 1999
- Battlefield 1942 nel 2002
- RalliSport Challenge nel 2002
- Battlefield Vietnam nel 2004

### Versione 2.0
- Battlefield 2 nel 2005
- Project Reality nel 2005
- Battlefield 2142 nel 2006
- Forgotten Hope 2 nel 2007
- Battlefield Heroes nel 2009
- Battlefield Online nel 2010
- Battlefield Play4Free nel 2011